# Sophia McDougall
Sophia McDougall (født 1979) er en britisk forfatter.
Hun studerede engelsk ved Oxford University.
Hun er mest kendt for sine romaner inden for genren kontrafaktisk historie. De er baseret på antagelsen af, at det romerske empirium overlevede til vore dage.

## Bøger
- Romanitas (2005), Orion Books – ISBN 0-7528-6078-X
- Rome Burning (2007), Orion Books – ISBN 0-7528-6079-8